# Сосна поздняя
Сосна поздняя (лат. Pinus serotina) — североамериканский вид растений рода Сосна (Pinus) семейства Сосновые (Pinaceae).

## Ботаническое описание

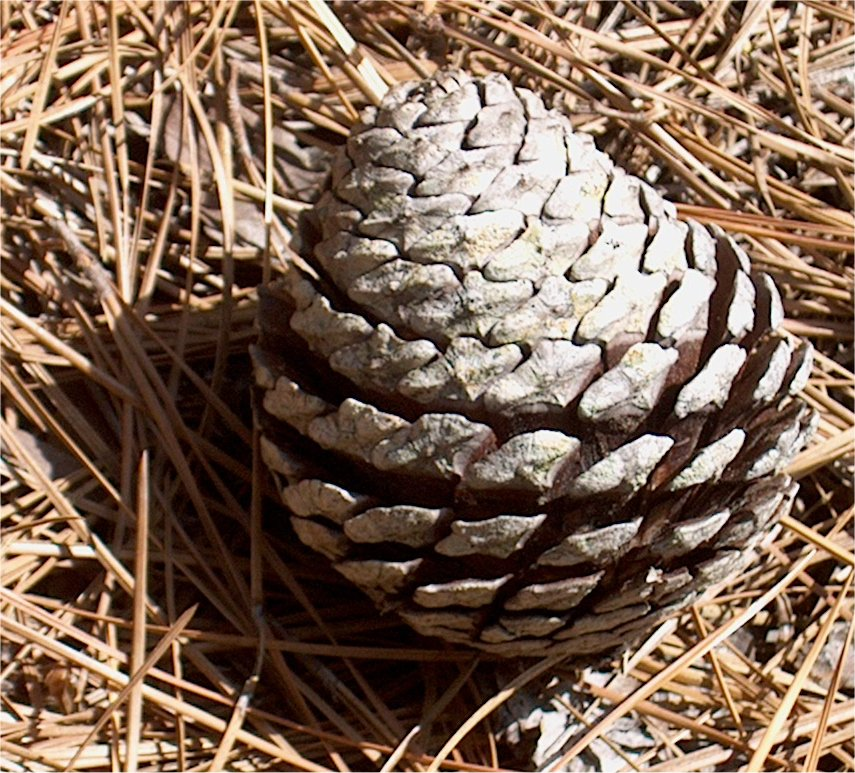
Зрелая шишка

Сосна поздняя — дерево до 21 м в высоту, ствол которого достигает 0,6 м в диаметре, с округлой или, чаще, неправильной кроной. Кора красно-коричневая, чешуйчато-бороздчатая. Молодые ветки жёлто-оранжевые, часто голубоватые, затем темнеющие.
Почки покрытые смолой, красно-коричневые, яйцевидные, до 2 см.
Хвоя сохраняющаяся на протяжении 2—3 лет. Хвоинки собранные в пучки по 3, до 10 см длиной, различных оттенков жёлто-зелёного цвета; края хвоинок слабо зазубренные.
Мужские стробилы цилиндрической формы, около 2 см длиной, жёлто-бурого цвета. Женские стробилы созревающие через два года, остающиеся на дереве ещё несколько лет, симметричные, незрелые — ланцетовидные, затем раскрывающиеся и становящиеся широко-яйцевидными, красно-коричневого или светло-коричневого цвета, 5—8 см длиной. Чешуйки жёсткие, со слабо заострённой верхушкой.
Семена эллиптической формы, около 0,5 см, светло-коричневые, с крылом до 2 см.
Число хромосом — 2n = 24.

## Ареал
Сосна поздняя произрастает на равнинах юго-востока США. Северная граница ареала — Мэриленд, Делавэр и Виргиния, западная — Алабама.

## Таксономия

### Синонимы
- Pinus alopecuroides Gordon, 1858, nom. inval.
- Pinus rigida subsp. serotina (Michx.) Engelm., 1880
- Pinus rigida var. serotina (Michx.) Loudon ex Hoopes, 1868